# 헬로 카봇의 에피소드 목록
《헬로 카봇》의 방영 목록이다.

## 방영 목록
- AGB 닐슨 미디어리서치

### 시즌 1
| 회차       | 제목                    | 방송 일자        |
| ---------- | ----------------------- | ---------------- |
| 1화        | 내 친구 헬로 카봇       | 2014년 8월 2일   |
| 2화        | 가족여행                | 2014년 8월 9일   |
| 3화        | 바둑이를 구하라         | 2014년 8월 16일  |
| 4화        | 캠핑장에서 생긴 일      | 2014년 8월 23일  |
| 5화        | 모기와의 전쟁           | 2014년 8월 31일  |
| 6화        | 자동차 극장에서 생긴 일 | 2014년 9월 6일   |
| 7화        | 우리 집을 부탁해        | 2014년 9월 13일  |
| 8화        | 뺑소니를 잡아라         | 2014년 9월 27일  |
| 9화        | 우주를 지켜라           | 2014년 10월 4일  |
| 10화       | 조각상을 지켜라         | 2014년 10월 25일 |
| 11화       | 눈 오는 날 생긴 일      | 2014년 11월 8일  |
| 12화       | 공룡 뼈를 지켜라        | 2014년 11월 15일 |
| 13화       | 키즈파크에서 생긴 일    | 2014년 11월 22일 |
| 14화       | 동물원에서 생긴 일      | 2014년 11월 29일 |
| 15화       | 도시의 영웅             | 2014년 12월 6일  |
| 16화       | 은행에서 생긴 일        | 2014년 12월 13일 |
| 17화       | RC카가 된 카봇          | 2014년 12월 20일 |
| 18화       | 엄마의 건망증           | 2014년 12월 27일 |
| 19화       | 잠수함을 구해줘         | 2015년 1월 3일   |
| 20화       | 공룡이 살아났다         | 2015년 1월 10일  |
| 21화       | 도시괴담                | 2015년 1월 17일  |
| 22화       | 어린이 경찰 캠프        | 2015년 1월 24일  |
| 23화       | 펜타스톰의 탄생         | 2015년 2월 7일   |
| 24화       | 구리구리를 막아라       | 2015년 2월 14일  |
| 25화       | 한강에서 생긴 일        | 2015년 2월 21일  |
| 최종화(26) | 운석을 막아라           | 2015년 2월 28일  |

### 시즌 2
| 회차       | 제목                       | 방송 일자        |
| ---------- | -------------------------- | ---------------- |
| 1화2화     | 큐브를 지켜내라트루의 등장 | 2015년 4월 30일  |
| 3화4화     | 오줌싸개 유령최고다, 아티  | 2015년 5월 1일   |
| 5화        | 불꽃놀이 소동              | 2015년 5월 30일  |
| 6화        | 바둑이의 첫사랑            | 2015년 6월 6일   |
| 7화        | 초콜릿 대소동              | 2015년 6월 13일  |
| 8화        | 캠핑장에서 생긴 일         | 2015년 6월 20일  |
| 9화        | 여우를 구해줘              | 2015년 6월 27일  |
| 10화       | 장난감 로봇을 찾아라       | 2015년 7월 11일  |
| 11화       | 잃어버린 호크의 기억       | 2015년 7월 18일  |
| 12화       | 오싹오싹 동굴의 비밀       | 2015년 7월 25일  |
| 13화       | 매미 울음소리              | 2015년 8월 1일   |
| 14화       | 비 오는 날에 생긴 일       | 2015년 8월 8일   |
| 15화       | 우주 해적을 막아라         | 2015년 8월 22일  |
| 16화       | 아기 돌보기는 어려워       | 2015년 8월 29일  |
| 17화       | 바람아, 멈춰라             | 2015년 9월 5일   |
| 18화       | 파리 로봇과의 대결         | 2015년 9월 12일  |
| 19화       | 소풍 가서 생긴 일          | 2015년 9월 19일  |
| 20화       | 섬마을에서 생긴 일         | 2015년 10월 3일  |
| 21화       | 축구장이 필요해            | 2015년 10월 10일 |
| 22화       | 목장에서 생긴 일           | 2015년 10월 17일 |
| 23화       | 마이스터 카봇 캠프         | 2015년 10월 24일 |
| 24화       | 로드세이버의 탄생          | 2015년 10월 31일 |
| 25화       | 마술을 보여줘              | 2015년 11월 7일  |
| 26화       | 사인을 받아라              | 2015년 11월 14일 |
| 27화       | 식충식물을 막아라          | 2015년 11월 21일 |
| 28화       | 마니또 카봇                | 2015년 11월 28일 |
| 29화       | 우주 해적의 습격 1         | 2015년 12월 5일  |
| 최종화(30) | 우주 해적의 습격 2         | 2015년 12월 12일 |

### 시즌 3
| 회차       | 제목                   | 방송일자         |
| ---------- | ---------------------- | ---------------- |
| 1화        | 바다를 구해줘          | 2015년 12월 19일 |
| 2화        | 보물을 찾아라          | 2015년 12월 26일 |
| 3화        | 양말도 1짝, 신발도 1짝 | 2016년 1월 9일   |
| 4화        | 산불을 막아라          | 2016년 1월 16일  |
| 5화        | 선생님의 소개팅        | 2016년 1월 23일  |
| 6화        | 노파라 빌딩을 구해줘   | 2016년 1월 30일  |
| 7화        | 장난꾸러기 우가바      | 2016년 2월 13일  |
| 8화        | 불량식품을 없애줘      | 2016년 2월 27일  |
| 9화        | 달려라 천둥            | 2016년 3월 5일   |
| 10화       | K-캅스의 등장          | 2016년 3월 19일  |
| 11화       | 카봇 아르바이트        | 2016년 3월 26일  |
| 12화       | 강아지를 찾아줘        | 2016년 4월 2일   |
| 13화       | 달에서 생긴 일         | 2016년 4월 9일   |
| 14화       | 가뭄을 막아줘          | 2016년 4월 16일  |
| 15화       | 사라진 도시가스        | 2016년 4월 23일  |
| 16화       | 청소를 부탁해          | 2016년 4월 30일  |
| 17화       | 비행 카봇 골드렉스     | 2016년 5월 7일   |
| 18화       | 사랑해 세이버          | 2016년 5월 14일  |
| 19화       | 전화를 조심해          | 2016년 5월 21일  |
| 20화       | 천둥의 비밀            | 2016년 5월 28일  |
| 21화       | 무림의 고수 제트렌     | 2016년 6월 4일   |
| 22화       | 야구왕 차탄            | 2016년 6월 11일  |
| 23화       | 전설의 카봇 킹가이즈   | 2016년 6월 18일  |
| 24화       | 호수에서 생긴 일       | 2016년 6월 25일  |
| 25화       | 나쁜 글을 쓰지 마!     | 2016년 7월 2일   |
| 최종화(26) | 조각공원에서 생긴 일   | 2016년 7월 9일   |

### 시즌 4
| 회차       | 제목                        | 방송 일자        |
| ---------- | --------------------------- | ---------------- |
| 1화        | 터널에서 생긴 일            | 2016년 7월 16일  |
| 2화        | 엄마를 찾아줘               | 2016년 7월 23일  |
| 3화        | 요리사 K-캅스               | 2016년 7월 30일  |
| 4화        | 고래를 부탁해               | 2016년 8월 20일  |
| 5화        | 토성탐사로봇 토탐           | 2016년 8월 27일  |
| 6화        | 꿈 속에서 생긴 일           | 2016년 9월 10일  |
| 7화        | 깔깔바이러스                | 2016년 9월 24일  |
| 8화        | 퀴즈 대회에서 생긴 일       | 2016년 10월 1일  |
| 9화        | 엄마의 노트북               | 2016년 10월 8일  |
| 10화       | 장난감 박람회에서 생긴 일   | 2016년 10월 15일 |
| 11화       | 차탄네 박 열렸네            | 2016년 10월 22일 |
| 12화       | 아가야, 조금만 기다려       | 2016년 10월 29일 |
| 13화       | 쿼카 오는 날                | 2016년 11월 5일  |
| 14화       | 난 우리 아빠를 믿어!        | 2016년 11월 12일 |
| 15화       | 우가바가 달라졌어요         | 2016년 11월 19일 |
| 16화       | Q라인의 등장                | 2016년 11월 26일 |
| 17화       | 진품명품 대소동             | 2016년 12월 3일  |
| 18화       | 촬영장에서 생긴 일          | 2016년 12월 10일 |
| 19화       | 몬스터를 잡아라             | 2016년 12월 17일 |
| 20화       | 연어를 도와줘               | 2016년 12월 23일 |
| 21화       | 거미가 줄을 타고 내려옵니다 | 2016년 12월 31일 |
| 22화       | 드론 샌드위치               | 2017년 1월 7일   |
| 23화       | 신기한 보드게임             | 2017년 1월 14일  |
| 24화       | 물놀이를 하고 싶어          | 2017년 1월 21일  |
| 25화       | 위기의 모노레일             | 2017년 2월 4일   |
| 최종화(26) | 사랑의 무지개               | 2017년 2월 11일  |

### 스페셜 - 지구를 부탁해
| 회차      | 제목                | 방송 일자      |
| --------- | ------------------- | -------------- |
| 1화       | 수딥을 부탁해       | 2017년 5월 5일 |
| 2화       | 다이아몬드를 찾아라 | 2017년 5월 5일 |
| 3화       | 사라진 엘리베이터   | 2017년 5월 5일 |
| 최종화(4) | 나쁜공기는 싫어     | 2017년 5월 5일 |

### 시즌 5
| 회차       | 제목                   | 방송 일자       |
| ---------- | ---------------------- | --------------- |
| 1화        | 농사는 힘들어          | 2017년 2월 18일 |
| 2화        | 택배상자를 찾아줘      | 2017년 3월 4일  |
| 3화        | 차탄이 방귀를 뀌었어요 | 2017년 3월 18일 |
| 4화        | 옥수수를 찾아줘        | 2017년 3월 25일 |
| 5화        | 고양이를 부탁해        | 2017년 4월 1일  |
| 6화        | 요리를 부탁해          | 2017년 4월 8일  |
| 7화        | 얼음산이 생겼어요      | 2017년 4월 15일 |
| 8화        | 대청소 하는 날         | 2017년 4월 22일 |
| 9화        | 램프의 요정 제스티     | 2017년 4월 29일 |
| 10화       | 낚시왕 크랜            | 2017년 5월 6일  |
| 11화       | 등산대회에서 생긴 일   | 2017년 5월 13일 |
| 12화       | 모래성을 쌓아줘        | 2017년 5월 20일 |
| 13화       | 광산에서 생긴 일       | 2017년 5월 27일 |
| 14화       | 전통놀이 올림픽        | 2017년 6월 3일  |
| 15화       | 밤 따는 날 생긴 일     | 2017년 6월 10일 |
| 16화       | 백구를 구해줘          | 2017년 6월 17일 |
| 17화       | 크레인을 부탁해        | 2017년 6월 24일 |
| 18화       | 배탈을 막아줘          | 2017년 7월 1일  |
| 19화       | 여우집을 부탁해        | 2017년 7월 8일  |
| 20화       | 스키장에서 생긴 일     | 2017년 7월 15일 |
| 21화       | 다리가 필요해          | 2017년 7월 22일 |
| 22화       | 차탄이 바뀌었어요      | 2017년 7월 29일 |
| 23화       | 꼬마 말레이곰과 친구들 | 2017년 8월 5일  |
| 24화       | 살을 빼고 싶어요       | 2017년 8월 12일 |
| 25화       | 아무것도 하기 싫어요   | 2017년 8월 19일 |
| 최종화(26) | 강시가 나타났어요      | 2017년 8월 26일 |

### 시즌 6
| 회차       | 제목                        | 방송 일자        |
| ---------- | --------------------------- | ---------------- |
| 1화        | 코끼리를 구해줘             | 2017년 9월 2일   |
| 2화        | 엄마를 지켜줘               | 2017년 9월 9일   |
| 3화        | 거대한 잠자리               | 2017년 9월 16일  |
| 4화        | 드론 대회에서 생긴 일       | 2017년 9월 23일  |
| 5화        | 피라미드를 찾아줘           | 2017년 9월 30일  |
| 6화        | 물에 빠진 할머니 댁         | 2017년 10월 14일 |
| 7화        | 날씨 좀 말려줘              | 2017년 10월 21일 |
| 8화        | 행운의 클로버               | 2017년 10월 28일 |
| 9화        | 찌릿찌릿! E라인             | 2017년 11월 4일  |
| 10화       | 수박이 맛있어               | 2017년 11월 11일 |
| 11화       | 사랑의 구두방               | 2017년 11월 18일 |
| 12화       | 엄마네 민박                 | 2017년 11월 25일 |
| 13화       | 뒷산을 부탁해               | 2017년 12월 2일  |
| 14화       | 정전기 소동                 | 2017년 12월 9일  |
| 15화       | 숲을 지켜줘                 | 2017년 12월 16일 |
| 16화       | 명탐정 차탄                 | 2017년 12월 23일 |
| 17화       | 짝꿍 바꾸기                 | 2018년 1월 6일   |
| 18화       | 까마귀의 복수               | 2018년 1월 13일  |
| 19화       | 머물다 삼각지대             | 2018년 1월 20일  |
| 20화       | 성화를 지켜줘               | 2018년 1월 27일  |
| 21화       | 은반 위의 요정              | 2018년 2월 3일   |
| 22화       | 사막에서 스키와 썰매를 타요 | 2018년 2월 24일  |
| 23화       | 쇼핑몰에서 생긴 일          | 2018년 3월 3일   |
| 24화       | 인터넷이 안 돼요            | 2018년 3월 10일  |
| 25화       | 문화재를 지켜줘             | 2018년 3월 24일  |
| 최종화(26) | 수지의 꿈                   | 2018년 3월 31일  |

### 시즌 7
| 회차       | 제목                    | 방송 일자        |
| ---------- | ----------------------- | ---------------- |
| 1화        | 아빠 차를 수리해줘      | 2018년 4월 7일   |
| 2화        | 인형극을 보고 싶어      | 2018년 4월 16일  |
| 3화        | 거짓말 과자             | 2018년 4월 21일  |
| 4화        | 절약은 힘들어           | 2018년 4월 28일  |
| 5화        | 강풍 때문에 생긴 일     | 2018년 5월 12일  |
| 6화        | 배추가 필요해           | 2018년 5월 19일  |
| 7화        | 전설의 거인상           | 2018년 5월 26일  |
| 8화        | 먹깨비를 잡아줘         | 2018년 6월 2일   |
| 9화        | 날아라 전기비행기       | 2018년 6월 9일   |
| 10화       | 어린이 병원에서 생긴 일 | 2018년 6월 16일  |
| 11화       | 도깨비를 이겨라         | 2018년 6월 23일  |
| 12화       | 스카이랩을 구해줘       | 2018년 6월 30일  |
| 13화       | 구조카봇 아이누크       | 2018년 7월 7일   |
| 14화       | 우박을 막아줘           | 2018년 7월 14일  |
| 15화       | 남극에서 온 손님        | 2018년 7월 21일  |
| 16화       | 모델이 된 엄마          | 2018년 7월 28일  |
| 17화       | 아기사슴을 구해줘       | 2018년 8월 4일   |
| 18화       | 신호등을 찾아줘         | 2018년 8월 11일  |
| 19화       | 화물선이 위험해         | 2018년 8월 18일  |
| 20화       | 유령 비행기             | 2018년 8월 25일  |
| 21화       | 윷놀이 전쟁             | 2018년 9월 1일   |
| 22화       | 지구를 지키는 카봇      | 2018년 9월 8일   |
| 23화       | 북극에서 생긴 일        | 2018년 9월 15일  |
| 24화       | 카봇 크루 최고          | 2018년 9월 22일  |
| 25화       | 수송기 돌핀을 구해줘    | 2018년 10월 6일  |
| 최종화(26) | 괴도 팡팡을 잡아줘      | 2018년 10월 13일 |

### 헬로 카봇 쿵
| 회차       | 제목                             | 방송 일자        |
| ---------- | -------------------------------- | ---------------- |
| 1화        | 에그 카봇을 찾아줘 1             | 2018년 8월 3일   |
| 2화        | 에그 카봇을 찾아줘 2             | 2018년 8월 10일  |
| 3화        | 해적을 막아줘                    | 2018년 8월 17일  |
| 4화        | 착한 일을 하고 싶어              | 2018년 8월 24일  |
| 5화        | 바둑이의 라이벌                  | 2018년 8월 31일  |
| 6화        | 큐피트의 화살                    | 2018년 9월 7일   |
| 7화        | 멋지게 날고 싶어                 | 2018년 9월 14일  |
| 8화        | 윷 거북을 찾아줘                 | 2018년 9월 21일  |
| 9화        | 여기에 주차하면 안 돼요          | 2018년 9월 28일  |
| 10화       | 공룡 박람회에서 생긴 일          | 2018년 10월 5일  |
| 11화       | 냄새가 고약해요                  | 2018년 10월 12일 |
| 12화       | 자전거는 재미있어                | 2018년 10월 19일 |
| 13화       | 롤러맨을 잡아줘                  | 2018년 10월 26일 |
| 14화       | 그림을 그려요                    | 2018년 11월 2일  |
| 15화       | 아이들아 돌아와                  | 2018년 11월 9일  |
| 16화       | 숨바꼭질하다 생긴 일             | 2018년 11월 16일 |
| 17화       | 에그 카봇 VS 5대의 레스큐 크루들 | 2018년 11월 23일 |
| 18화       | 동물들을 구해줘                  | 2018년 11월 30일 |
| 19화       | 에그 카봇들이 사라졌어요         | 2018년 12월 7일  |
| 20화       | 인어공주를 구해줘                | 2018년 12월 14일 |
| 21화       | 동굴 속의 외침                   | 2018년 12월 21일 |
| 22화       | 스타가 될 뻔한 M라인             | 2018년 12월 28일 |
| 23화       | 물신령이 수상해                  | 2019년 1월 4일   |
| 24화       | 소금을 만드는 맷돌               | 2019년 1월 11일  |
| 25화       | 안내견이 된 스밀로쿵             | 2019년 1월 18일  |
| 최종화(26) | 강아지 호텔                      | 2019년 1월 25일  |

### 스페셜 - 에그 카봇과 동물친구들
| 회차      | 제목                | 방송 일자       |
| --------- | ------------------- | --------------- |
| 1화       | 점쟁이 문어 파울    | 2019년 2월 24일 |
| 2화       | 레옹! 버섯을 찾아줘 | 2019년 3월 3일  |
| 3화       | 포경선을 막아라     | 2019년 3월 10일 |
| 4화       | 달려라! 터보        | 2019년 3월 17일 |
| 5화       | 짝짓기를 도와줘     | 2019년 3월 24일 |
| 최종화(6) | 산호를 지켜줘       | 2019년 3월 31일 |

### 헬로 카봇 유니버스
| 회차       | 제목                            | 방송 일자        |
| ---------- | ------------------------------- | ---------------- |
| 1화        | 스피너를 찾아라                 | 2019년 4월 10일  |
| 2화        | 스피너블의 친구 버디가드        | 2019년 4월 17일  |
| 3화        | 다섯개의 스피너들               | 2019년 4월 24일  |
| 4화        | 경호원이 필요해                 | 2019년 5월 1일   |
| 5화        | 엄마는 바리스타                 | 2019년 5월 5일   |
| 6화        | 아빠가 된 바둑이                | 2019년 5월 12일  |
| 7화        | 해파리들의 습격                 | 2019년 5월 19일  |
| 8화        | 유령의 집                       | 2019년 5월 26일  |
| 9화        | 엘리베이터에서 생긴 일          | 2019년 6월 2일   |
| 10화       | 전설의 마술피리                 | 2019년 6월 9일   |
| 11화       | 비행기가 추락했어요             | 2019년 6월 16일  |
| 12화       | 용감한 기자                     | 2019년 6월 23일  |
| 13화       | 바둑이의 새 친구                | 2019년 6월 30일  |
| 14화       | 블랙홀이 나타났어요             | 2019년 7월 7일   |
| 15화       | 꿀시구가 먹고 싶어              | 2019년 7월 14일  |
| 16화       | 연못을 구해줘                   | 2019년 7월 21일  |
| 17화       | 나무를 살려줘                   | 2019년 8월 4일   |
| 18화       | 용감한 기자 2                   | 2019년 8월 11일  |
| 19화       | 발명대회에서 생긴 일            | 2019년 8월 18일  |
| 20화       | 방화범을 잡아줘                 | 2019년 8월 25일  |
| 21화       | 실험실의 동물들을 구해줘        | 2019년 9월 1일   |
| 22화       | 분수의 전설                     | 2019년 9월 8일   |
| 23화       | 앵무새의 증언                   | 2019년 9월 15일  |
| 24화       | 도로 위의 피카소                | 2019년 9월 22일  |
| 25화       | 액체괴물이 무서워               | 2019년 9월 29일  |
| 26화       | 도깨비 감투                     | 2019년 10월 6일  |
| 27화       | 보이스 피싱을 잡아줘            | 2019년 10월 13일 |
| 28화       | 음치는 괴로워                   | 2019년 10월 20일 |
| 29화       | 파이언트와 메디언트의 멋진 휴가 | 2019년 10월 27일 |
| 30화       | 도둑맞은 집                     | 2019년 11월 3일  |
| 31화       | 등대에서 생긴 일                | 2019년 11월 10일 |
| 32화       | 탱크를 막아줘                   | 2019년 11월 17일 |
| 33화       | 황금 가면을 찾아줘              | 2019년 11월 24일 |
| 34화       | 쓰레기를 버리지 마세요          | 2019년 12월 1일  |
| 35화       | 대통령이 된 차탄                | 2019년 12월 8일  |
| 36화       | 뻥튀기 대작전                   | 2019년 12월 15일 |
| 37화       | 백살공주와 일곱 난쟁이          | 2019년 12월 22일 |
| 최종화(38) | 장군아, 모나야, 울지마          | 2019년 12월 29일 |

### 스페셜 - 헬로 스피너블
| 회차      | 제목              | 방송 일자       |
| --------- | ----------------- | --------------- |
| 1화       | 우리들은 한 가족  | 2019년 4월 22일 |
| 2화       | 카네이션을 찾아줘 | 2019년 4월 29일 |
| 3화       | 고양이 엄마       | 2019년 5월 6일  |
| 최종화(4) | 부부싸움은 못말려 | 2019년 5월 13일 |

### 헬로 카봇 유니버스 시즌 2
| 회차       | 제목                      | 방송 일자       |
| ---------- | ------------------------- | --------------- |
| 1화        | 최고의 생일선물           | 2020년 1월 5일  |
| 2화        | 몸이 붕붕떠요             | 2020년 1월 12일 |
| 3화        | 바둑아! 원반을 잡아       | 2020년 1월 19일 |
| 4화        | T라인이 빨라졌어요        | 2020년 1월 26일 |
| 5화        | 겨울 만들기               | 2020년 2월 2일  |
| 6화        | 유령을 도와줘             | 2020년 2월 9일  |
| 7화        | 잃어버린 여의주를 찾아서  | 2020년 2월 16일 |
| 8화        | 못말리는 에그 카봇 삼총사 | 2020년 2월 23일 |
| 9화        | 엄마의 트럭배달           | 2020년 3월 1일  |
| 10화       | 충치를 막아줘             | 2020년 3월 8일  |
| 11화       | 오래된 편지가 왔어요      | 2020년 3월 15일 |
| 12화       | 유리창을 닦아요           | 2020년 3월 22일 |
| 13화       | S라인의 소개팅            | 2020년 3월 29일 |
| 14화       | 바다코끼리를 구해줘       | 2020년 4월 5일  |
| 15화       | 선생님의 결혼식           | 2020년 4월 12일 |
| 16화       | 바다에서 사라진 소녀      | 2020년 4월 19일 |
| 17화       | 이상한 자판기             | 2020년 4월 25일 |
| 18화       | 별사탕을 찾아줘           | 2020년 5월 3일  |
| 19화       | 택배배달은 힘들어         | 2020년 5월 10일 |
| 20화       | 세차로봇을 막아줘         | 2020년 5월 17일 |
| 21화       | 룡룡아, 비를 부탁해       | 2020년 5월 24일 |
| 22화       | 폭주족이 달라졌어요       | 2020년 5월 31일 |
| 23화       | 알까고를 이겨라           | 2020년 6월 7일  |
| 24화       | 간이역 박물관             | 2020년 6월 14일 |
| 25화       | 황금알을 낳는 타조        | 2020년 6월 21일 |
| 최종화(26) | 어린이 보호구역을 지켜줘  | 2020년 6월 28일 |

### 헬로 카봇 리턴즈
| 회차       | 제목                    | 방송 일자        |
| ---------- | ----------------------- | ---------------- |
| 1화        | 다시 만난 친구          | 2020년 7월 5일   |
| 2화        | 블랙박스를 찾아줘       | 2020년 7월 12일  |
| 3화        | 세상에서 제일 작은 화산 | 2020년 7월 19일  |
| 4화        | 아빠는 멋쟁이           | 2020년 7월 26일  |
| 5화        | S라인이 착해졌어요      | 2020년 8월 2일   |
| 6화        | 날아라 삐약이 1호       | 2020년 8월 9일   |
| 7화        | 하늘 돋보기             | 2020년 8월 16일  |
| 8화        | 유령의 날에 생긴 일     | 2020년 9월 6일   |
| 9화        | 날다람쥐 도둑단         | 2020년 9월 13일  |
| 10화       | 땅속이 수상해           | 2020년 9월 27일  |
| 11화       | 거대합체 펜타스톰 1     | 2020년 10월 4일  |
| 12화       | 거대합체 펜타스톰 2     | 2020년 10월 11일 |
| 13화       | 온 세상이 기울어졌어요  | 2020년 10월 18일 |
| 14화       | 빙산을 막아줘           | 2020년 10월 25일 |
| 15화       | 휴대폰을 찾아줘         | 2020년 11월 1일  |
| 16화       | 라인 삼형제의 집짓기    | 2020년 11월 8일  |
| 17화       | 모나의 첫사랑           | 2020년 11월 15일 |
| 18화       | 합체! 라인로봇          | 2020년 11월 22일 |
| 19화       | 국수의 달인을 뽑아라    | 2020년 11월 29일 |
| 20화       | 목도리도마뱀을 구해줘   | 2020년 12월 6일  |
| 21화       | 정글에서 생긴 일        | 2020년 12월 13일 |
| 22화       | 징징벨을 막아줘         | 2020년 12월 20일 |
| 23화       | 벌통을 지켜줘           | 2020년 12월 27일 |
| 24화       | 이상한 안개             | 2021년 1월 3일   |
| 25화       | 주차로봇을 돌려줘       | 2021년 1월 10일  |
| 최종화(26) | 가짜를 잡아줘           | 2021년 1월 17일  |

### 헬로 카봇 뱅
| 회차       | 제목                      | 방송 일자       |
| ---------- | ------------------------- | --------------- |
| 1화        | 빨간색을 찾아줘           | 2021년 2월 3일  |
| 2화        | 겨울산장에서 생긴 일      | 2021년 2월 10일 |
| 3화        | 배달을 도와줘             | 2021년 2월 17일 |
| 4화        | 잔디를 구해줘             | 2021년 2월 24일 |
| 5화        | 양몰이견이 된 바둑이      | 2021년 3월 3일  |
| 6화        | 추억 도둑                 | 2021년 3월 10일 |
| 7화        | 구석기 시대로             | 2021년 3월 21일 |
| 8화        | 몽실이를 구해줘           | 2021년 3월 28일 |
| 9화        | 리순경님, 생신 축하드려요 | 2021년 4월 4일  |
| 10화       | 악어를 구해줘             | 2021년 4월 18일 |
| 11화       | 화장실을 쓰고 싶어        | 2021년 4월 25일 |
| 12화       | 공포의 쿵쿵소리           | 2021년 5월 2일  |
| 13화       | 지구의 바다를 지켜줘 1    | 2021년 5월 9일  |
| 14화       | 지구의 바다를 지켜줘 2    | 2021년 5월 16일 |
| 15화       | 울지마 카봇               | 2021년 5월 23일 |
| 16화       | 급식을 부탁해             | 2021년 5월 30일 |
| 17화       | 위성 건강검진을 받아요    | 2021년 6월 6일  |
| 18화       | 하수도가 위험해           | 2021년 6월 13일 |
| 19화       | 돌아온 날다람쥐 도둑단    | 2021년 6월 20일 |
| 20화       | 황금 튤립을 찾아줘        | 2021년 6월 27일 |
| 21화       | 코리리가 사라졌어요       | 2021년 7월 4일  |
| 22화       | 황금특공대의 탄생         | 2021년 7월 11일 |
| 23화       | 보물선을 지켜줘           | 2021년 7월 18일 |
| 24화       | 금 나와라 뚝딱            | 2021년 7월 25일 |
| 25화       | 황금사슴을 지켜줘         | 2021년 8월 1일  |
| 최종화(26) | 박이 사라졌어요           | 2021년 8월 15일 |

### 헬로 카봇 쌈바
| 회차       | 제목                      | 방송 일자        |
| ---------- | ------------------------- | ---------------- |
| 1화        | 걱정? 안녕! 쌈바          | 2021년 8월 29일  |
| 2화        | 운하가 막혔어요           | 2021년 9월 5일   |
| 3화        | 진짜와 가짜의 쌈바 대결   | 2021년 9월 12일  |
| 4화        | 악당학원                  | 2021년 9월 19일  |
| 5화        | 도깨비 공책               | 2021년 9월 26일  |
| 6화        | 새들을 구해줘             | 2021년 10월 3일  |
| 7화        | 결혼기념일에 생긴 일      | 2021년 10월 10일 |
| 8화        | 전설의 불닭               | 2021년 10월 17일 |
| 9화        | 리기자님 힘내세요         | 2021년 10월 24일 |
| 10화       | 치료견이 된 바둑이        | 2021년 10월 31일 |
| 11화       | 희토류를 지켜줘           | 2021년 11월 7일  |
| 12화       | 아빠의 슬픈 과거          | 2021년 11월 28일 |
| 13화       | 얌체주문을 막아줘         | 2021년 12월 5일  |
| 14화       | 사라진 안테나를 찾아서    | 2021년 12월 12일 |
| 15화       | 풍력발전기를 찾아줘       | 2021년 12월 19일 |
| 16화       | 갯벌에서 생긴 일 1        | 2021년 12월 26일 |
| 17화       | 갯벌에서 생긴 일 2        | 2022년 1월 2일   |
| 18화       | 북극이 이상해요           | 2022년 1월 9일   |
| 19화       | 물소와 코뿔소의 전쟁      | 2022년 1월 16일  |
| 20화       | 만능 리모컨               | 2022년 1월 23일  |
| 21화       | 예방주사 맞는 날          | 2022년 1월 30일  |
| 22화       | 춤추는 신발 춤신          | 2022년 2월 6일   |
| 23화       | 용왕님을 살려줘           | 2022년 2월 13일  |
| 24화       | 홍게들을 위한 다리 만들기 | 2022년 2월 20일  |
| 25화       | 경비로봇 VS 도둑로봇      | 2022년 2월 27일  |
| 최종화(26) | 날아라 삐약이 2호         | 2022년 3월 6일   |

### 헬로 카봇 붐바
| 회차       | 제목                       | 방송 일자       |
| ---------- | -------------------------- | --------------- |
| 1화        | 햇빛을 찾아줘              | 2022년 4월 3일  |
| 2화        | 해저화산이 폭발했어요      | 2022년 4월 10일 |
| 3화        | 곤충을 구해줘              | 2022년 4월 17일 |
| 4화        | 풋살 대회에서 생긴 일      | 2022년 4월 24일 |
| 5화        | 토끼와 거북의 대결         | 2022년 5월 1일  |
| 6화        | 라인 일당 표류기           | 2022년 5월 8일  |
| 7화        | 돌아온 펭귄 딩딩           | 2022년 5월 15일 |
| 8화        | 은행씨앗을 지켜줘          | 2022년 5월 22일 |
| 9화        | 미래에서 온 경찰 퓨처      | 2022년 5월 29일 |
| 10화       | 이상한 털이 났어요         | 2022년 6월 5일  |
| 11화       | 싫어싫어 향수              | 2022년 6월 12일 |
| 12화       | 가짜가 너무 많아요         | 2022년 6월 19일 |
| 13화       | 영화배우가 된 바둑이       | 2022년 6월 26일 |
| 14화       | 웹툰작가가 되고 싶어       | 2022년 7월 3일  |
| 15화       | 사막에 나무를 심어요       | 2022년 7월 10일 |
| 16화       | 젊음의 황금거울을 찾아줘   | 2022년 7월 17일 |
| 17화       | 마을을 지켜주는 나무       | 2022년 7월 24일 |
| 18화       | 중력이 무서워              | 2022년 7월 31일 |
| 19화       | 열대 숲의 정원사를 구해줘  | 2022년 8월 7일  |
| 20화       | 선녀를 도와줘              | 2022년 8월 14일 |
| 21화       | 석유먹는 박테리아를 막아줘 | 2022년 8월 21일 |
| 22화       | 녹스러 박테리아를 막아줘   | 2022년 8월 28일 |
| 23화       | 소악마 꼬블이 왔어요       | 2022년 9월 4일  |
| 24화       | 번호판은 카멜레온          | 2022년 9월 11일 |
| 25화       | 딱고용을 막아내줘          | 2022년 9월 18일 |
| 26화       | 우주망원경을 찾아줘        | 2022년 9월 25일 |
| 27화       | 돌고래를 구해줘            | 2023년 1월 1일  |
| 28화       | 배터리가 방전됐어요        | 2023년 1월 8일  |
| 29화       | 꼴찌의 제왕 울랄라         | 2023년 1월 15일 |
| 30화       | 모래도둑을 잡아줘          | 2023년 1월 22일 |
| 31화       | 산타견이 된 바둑이         | 2023년 1월 29일 |
| 32화       | 호저가 나타났어요          | 2023년 2월 5일  |
| 33화       | 에어컨을 찾아줘            | 2023년 2월 12일 |
| 34화       | 생태통로를 지켜줘          | 2023년 2월 19일 |
| 35화       | 우주 서커스단              | 2023년 2월 26일 |
| 36화       | 사라진 짐을 찾아줘         | 2023년 3월 5일  |
| 37화       | 삼순, 학교에 오다          | 2023년 3월 12일 |
| 38화       | 도토리를 찾아줘            | 2023년 3월 19일 |
| 최종화(39) | 신기루가 나타났어요        | 2023년 3월 26일 |

### 스페셜 - 헬로 카봇×메카드볼
| 회차      | 제목                        | 방송 일자       |
| --------- | --------------------------- | --------------- |
| 1화       | 지구로 온 메카드볼          | 2023년 4월 2일  |
| 2화       | 자연이 이상해요             | 2023년 4월 9일  |
| 3화       | 화산 속의 메카드볼을 지켜줘 | 2023년 4월 16일 |
| 최종화(4) | 달은 또 하나의 메카드볼     | 2023년 4월 23일 |

### 헬로 카봇 젬
| 회차       | 제목                       | 방송 일자        |
| ---------- | -------------------------- | ---------------- |
| 1화        | 공포의 펠리컨              | 2023년 4월 30일  |
| 2화        | 풍선을 막아줘              | 2023년 5월 7일   |
| 3화        | 얼음땡 바이러스            | 2023년 5월 14일  |
| 4화        | 코끼리 도둑단              | 2023년 5월 21일  |
| 5화        | 머리카락을 지켜줘          | 2023년 5월 28일  |
| 6화        | 사라진 올빼미              | 2023년 6월 4일   |
| 7화        | 강아지 옷 만들기           | 2023년 6월 11일  |
| 8화        | 무인 매장에서 생긴 일      | 2023년 6월 18일  |
| 9화        | 눈토끼야, 고마워           | 2023년 6월 25일  |
| 10화       | 어린이 동물 탐정단         | 2023년 7월 2일   |
| 11화       | 자동차 캠핑장에서 생긴 일  | 2023년 7월 16일  |
| 12화       | 기름이 미끌미끌            | 2023년 7월 23일  |
| 13화       | 삼순이와 수지의 모험       | 2023년 7월 30일  |
| 14화       | 빠빠와 짱짱이 왔어요       | 2023년 8월 6일   |
| 15화       | 동물밀매를 막아줘          | 2023년 8월 13일  |
| 16화       | 할머니가 위험하셔          | 2023년 8월 20일  |
| 17화       | 옥상정원 만들기            | 2023년 8월 27일  |
| 18화       | 깨끗한 물이 필요해         | 2023년 9월 3일   |
| 19화       | 크리스탈 펜타스톰 X의 탄생 | 2023년 9월 10일  |
| 20화       | 전파를 먹는 가오리         | 2023년 9월 17일  |
| 21화       | 탁구 대회에서 생긴 일      | 2023년 9월 24일  |
| 22화       | 못말리는 이모의 등장       | 2023년 10월 1일  |
| 23화       | 컴퓨터를 찾아줘            | 2023년 10월 8일  |
| 24화       | 이상한 색종이              | 2023년 10월 15일 |
| 25화       | 동물들 때문에 바쁘다 바빠  | 2023년 10월 22일 |
| 최종화(26) | 우리랜드를 지켜줘          | 2023년 10월 29일 |

### 헬로 카봇 X
| 회차       | 제목                            | 방송 일자        |
| ---------- | ------------------------------- | ---------------- |
| 1화        | 신비한 라이프 X와 모기와의 전쟁 | 2023년 11월 5일  |
| 2화        | 모기가 된 장군                  | 2023년 11월 5일  |
| 3화        | 해초를 지켜줘                   | 2023년 11월 12일 |
| 4화        | 굴러온 공룡알                   | 2023년 11월 19일 |
| 5화        | 돌아온 라이프의 기억            | 2023년 11월 26일 |
| 6화        | 우리집이 달라졌어요             | 2023년 12월 3일  |
| 7화        | 구리구리 대전쟁                 | 2023년 12월 10일 |
| 8화        | 로봇 달리기 대회                | 2023년 12월 17일 |
| 9화        | 가상현실을 깨버려, 카봇         | 2023년 12월 24일 |
| 10화       | 가뭄 바이러스를 막아줘          | 2023년 12월 31일 |
| 11화       | AI 로봇이 된 라인 로봇들        | 2024년 1월 7일   |
| 12화       | 구조견 바둑이                   | 2024년 1월 14일  |
| 13화       | 한겨울 밤의 눈싸움              | 2024년 1월 21일  |
| 14화       | 빅터의 첫사랑                   | 2024년 2월 25일  |
| 15화       | 달팽이집을 찾아줘               | 2024년 3월 3일   |
| 16화       | 파인애플빵의 비밀               | 2024년 3월 10일  |
| 17화       | 스타가 된 수지                  | 2024년 3월 17일  |
| 18화       | 우주 빨래방을 구해줘            | 2024년 3월 24일  |
| 19화       | 사라진 우승 시계                | 2024년 3월 31일  |
| 20화       | 운석폭탄을 막아줘               | 2024년 4월 7일   |
| 21화       | 깨끗한 섬 만들기                | 2024년 4월 21일  |
| 22화       | 개미왕국을 지켜줘               | 2024년 4월 28일  |
| 23화       | 바다의 교통사고                 | 2024년 5월 5일   |
| 24화       | 원숭이와 개의 전쟁              | 2024년 5월 12일  |
| 25화       | 짜증나 케이크                   | 2024년 5월 19일  |
| 최종화(26) | 전기를 만드는 박테리아          | 2024년 5월 26일  |

### 헬로 카봇 스타가디언
| 회차       | 제목                        | 방송 일자        |
| ---------- | --------------------------- | ---------------- |
| 1화        | 태풍 부는 날에 생긴 일      | 2024년 6월 30일  |
| 2화        | 달걀도둑을 잡아줘           | 2024년 7월 7일   |
| 3화        | 테이프 삼형제 VS 스파이더봇 | 2024년 7월 14일  |
| 4화        | 소원을 들어주는 나무        | 2024년 7월 21일  |
| 5화        | 지하에서 화재가 발생했어요  | 2024년 8월 4일   |
| 6화        | 까마귀 숲의 비밀            | 2024년 8월 11일  |
| 7화        | 자전거 도둑을 잡아줘        | 2024년 8월 18일  |
| 8화        | 강아지 목욕탕               | 2024년 8월 25일  |
| 9화        | 우리들은 멋진 짝꿍          | 2024년 9월 1일   |
| 10화       | 썰매견 바둑이               | 2024년 9월 8일   |
| 11화       | 차탄과 신드바드의 모험      | 2024년 9월 15일  |
| 12화       | 손톱을 예쁘게 만들어줘요    | 2024년 9월 22일  |
| 13화       | 산악열차가 위험해           | 2024년 9월 29일  |
| 14화       | 얼음의 습격                 | 2024년 10월 6일  |
| 15화       | 국가안보를 지키는 금붕어    | 2024년 10월 13일 |
| 16화       | 돌아온 우가바 X             | 2024년 10월 20일 |
| 17화       | 판다킹이 왔어요             | 2024년 10월 27일 |
| 18화       | 최강의 장난꾸러기들         | 2024년 11월 3일  |
| 19화       | 신기한 요술펜               | 2024년 11월 10일 |
| 20화       | 탈출한 악어 삼형제          | 2024년 11월 17일 |
| 21화       | 미용봉사하던 날에 생긴 일   | 2024년 11월 24일 |
| 22화       | 잃어버린 여의봉             | 2024년 12월 1일  |
| 23화       | 사라진 그림자               | 2024년 12월 8일  |
| 24화       | 노래하는 사막               | 2024년 12월 15일 |
| 25화       | 북극에 나타난 도둑          | 2024년 12월 22일 |
| 26화       | 용암을 막아줘               | 2024년 12월 29일 |
| 27화       | 둘보다 셋이 좋아            | 2025년 1월 26일  |
| 28화       | 카구리온을 찾아라           | 2025년 2월 2일   |
| 29화       | 양파의 눈물                 | 2025년 2월 9일   |
| 30화       | 일리피카를 구해줘           | 2025년 2월 16일  |
| 31화       | 장난감 랜드에서 생긴 일     | 2025년 2월 23일  |
| 32화       | 펀치마스터 VS 맨티스봇      | 2025년 3월 2일   |
| 33화       | 걷기만 해도 배터리 충전     | 2025년 3월 9일   |
| 34화       | 판다킹의 관계노트           | 2025년 3월 16일  |
| 35화       | 비행선 타던 날에 생긴 일    | 2025년 3월 23일  |
| 36화       | 쓰러진 화성탐사선           | 2025년 3월 30일  |
| 37화       | 도자기 요정의 소원          | 2025년 4월 6일   |
| 38화       | 감자를 뽑아줘               | 2025년 4월 13일  |
| 최종화(39) | 만두 만들기                 | 2025년 4월 20일  |

### 헬로 카봇 용자
| 회차 | 제목                         | 방송 일자       |
| ---- | ---------------------------- | --------------- |
| 1화  | 전설의 용자 카봇 X           | 2025년 6월 22일 |
| 2화  | 꼬여버린 시공간              | 2025년 6월 29일 |
| 3화  | 전깜신의 등장                | 2025년 7월 6일  |
| 4화  | 밀가루 인형과 하이드         | 2025년 7월 13일 |
| 5화  | 어둠의 마법사 하이드         | 2025년 7월 20일 |
| 6화  | 땅이 움찔움찔, 몸이 움찔움찔 | 2025년 7월 27일 |
| 7화  | 빨라 나무를 지켜줘           | 2025년 8월 3일  |
| 8화  | 하늘의 창 캐논 X             | 2025년 8월 10일 |
| 9화  | 석유가 사라졌어요            | 2025년 8월 17일 |
| 10화 | 북극 요정을 구해줘           | 2025년 8월 24일 |